# George David Birkhoff

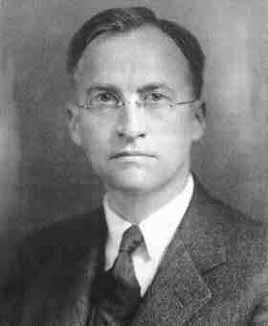
George David Birkhoff (1910)

George David Birkhoff (* 21. März 1884 in Overisel, Michigan; † 12. November 1944 in Cambridge, Massachusetts) war ein US-amerikanischer Mathematiker.

## Leben
Birkhoff hatte holländische Vorfahren (sein Großvater wanderte 1869 als Zimmermann ein), war der Sohn eines Arztes und ging in Chicago zur Schule (Lewis Institute). Noch vor seinem Abschluss korrespondierte er mit Harry Vandiver über zahlentheoretische Probleme, was 1904 zu einer gemeinsamen Veröffentlichung führte. Er studierte ab 1902 an der Universität Chicago und 1903 bis 1905 an der Harvard University bei Maxime Bôcher und William Fogg Osgood und machte dort 1905 seinen Bachelor und 1906 seinen Master-Abschluss. 1905 ging er wieder an die Universität Chicago, wo er 1907 er bei Eliakim Hastings Moore mit einer Arbeit über Differentialgleichungen promoviert wurde (Asymptotic Properties of Certain Ordinary Differential Equations with Applications to Boundary Value and Expansion Problems). Sein größter Einfluss waren dabei die Arbeiten von Henri Poincaré über Differentialgleichungen und Himmelsmechanik. 1913 bewies er ein von Poincaré offen gelassenes Problem, einen Spezialfall des Dreikörperproblems der Himmelsmechanik. Weitere seiner Lehrer in Chicago waren Oskar Bolza und Heinrich Maschke. Die Probleme, die sich aus seiner Dissertation stellten, beschäftigten ihn und seine Studenten Rudolph Langer und Marshall Stone auch in den folgenden Jahrzehnten. Birkhoff unterrichtete dann 1907 bis 1909 an der University of Wisconsin in Madison und der Princeton University, wo er 1911 Professor wurde. 1912 ging er als Assistenzprofessor nach Harvard, wo er 1919 Professor wurde und bis zu seinem Tod blieb. Das Haus in Cambridge, in dem er von 1920 bis 1928 lebte, ist seit 1975 als George D. Birkhoff House im National Register of Historic Places eingetragen. 1932 wurde er dort Perkins Professor und 1936 Dean der Faculty of Arts and Sciences. Nachdem er schon mehrere Jahre an Herzschwäche gelitten hatte, starb er 1944 im Schlaf.
Birkhoff hatte zu seiner Zeit eine zentrale Stellung in der US-amerikanischen Mathematik. Dabei pflegte er enge Beziehungen zu europäischen Mathematikern, besonders Tullio Levi-Civita, Niels Erik Nørlund, Jacques Hadamard und Edmund Whittaker. Bisweilen ist ihm in Bezug auf Anstellungen in Harvard Antisemitismus vorgeworfen worden, zumindest der Anstellung von Oscar Zariski scheint er aber nicht entgegengearbeitet zu haben.
1917 erhielt er den Querini-Stampalia-Preis der venezianischen Akademie für The restricted problem fo three bodies (1915), 1926 den Preis der American Association for the Advancement of Science und 1935 den alle zwei Jahre vergebenen Preis der päpstlichen Akademie der Wissenschaften in Rom. 1923 erhielt er den ersten Bôcher Memorial Prize der American Mathematical Society (AMS) für Dynamical systems with two degrees of freedom (Transactions of the American Mathematical Society, 1917). 1928 hielt er einen Plenarvortrag auf dem Internationalen Mathematikerkongress in Bologna (Quelques éléments mathématiques de l’art) ebenso wie auf dem 1936 in Oslo (On the Foundations of Quantum Mechanics).
Er war Mitglied der National Academy of Sciences, der American Academy of Arts and Sciences (1913), der American Philosophical Society, der Académie des sciences, der Dänischen Akademie der Wissenschaften, der Akademie der Wissenschaften zu Göttingen, der Royal Society of Edinburgh und der Päpstlichen Akademie der Wissenschaften, des Circolo Mathematico di Palermo und der mathematischen Gesellschaften von London (London Mathematical Society) und Edinburgh (Edinburgh Mathematical Society). 1919 war er Vizepräsident der AMS und 1925/6 Präsident. 1921 bis 1924 war er Herausgeber der Transactions of the AMS.
1970 wurde der Mondkrater Birkhoff nach ihm benannt.
Er war seit 1908 mit der gleichaltrigen Margaret Elisabeth Graftus verheiratet und hatte drei Kinder. Der bekannte Mathematiker Garrett Birkhoff (1911–1996) war sein Sohn.
Zu seinen Doktoranden zählen Clarence Raymond Adams, Robert Daniel Carmichael, Marston Morse, Charles Morrey, Bernard Koopman, David Widder, Marshall Stone, Hyman Ettlinger und Hassler Whitney.

## Werk
Birkhoff ist heute am bekanntesten für seine Formulierung des individuellen Ergodensatzes (1931/2) zusammen mit seinem Doktoranden Bernard Koopman. Der Ergodensatz kombiniert Erkenntnisse aus der Physik (Ergodenhypothese) mit einer abstrakten Formulierung aus der Maßtheorie. Der Satz trägt teilweise auch seinen Namen und wird als Ergodensatz von Birkhoff bezeichnet.
Weitere Arbeitsgebiete von Birkhoff waren Zahlentheorie, das Dreikörperproblem und der Vier-Farben-Satz.
Er beschäftigte sich auch mit der Relativitätstheorie und schrieb 1923 zusammen mit Langer das Buch „Relativity and Modern Physics“.
Außerdem forschte Birkhoff nach einer einheitlichen Regel zur ästhetischen Beurteilung von Kunstwerken (wobei er vorher ein Jahr die Welt bereiste, um Kunstwerke zu studieren). Mit seiner Untersuchung „Aesthetic Measure“ (1933) kam er zu einer Formel für das ästhetische Maß:
{\displaystyle M=O/C}
Im Falle darstellender Künste ist die „Ordnung“ O von geometrischen Zusammenhängen abhängig. Eigenschaften wie Symmetrie und Ausgeglichenheit sind zu beachten. Die „Komplexität“ (Complexity) C definiert die Anzahl aller Punkte des Werkes, welche die Aufmerksamkeit des Betrachters auf sich ziehen. Dieses Vorgehen ist mit dem von Norbert Wiener vergleichbar und wurde später auch von Max Bense (deutscher Philosoph) mit weiteren Erkenntnissen aufgenommen. Wie die einzelnen Faktoren zu bestimmen sind, hatte Birkhoff ebenfalls in „Aesthetic Measure“ definiert.

## Publikationen
- Proof of Poincaré’s geometric theorem. In: Transactions of the American Mathematical Society. Band 14, Nr. 1, 1913, S. 14–22, doi:10.2307/1988766.
- Dynamical Systems with Two Degrees of Freedom. In: Transactions of the American Mathematical Society. Band 18, Nr. 2, 1917, S. 199–300, doi:10.2307/1988861.
- Dynamical Systems. American Mathematical Society, New York NY 1927.
- Proof of the ergodic theorem. In: Proceedings of the National Academy of Sciences of the United States of America. Band 17, 1931, S. 656–660, (Digitalisat).
- Aesthetic Measure. Harvard University Press, Cambridge MA 1933.
- mit Ralph Beatley: Basic Geometry. Chelsea Publishing, New York NY 1941, (3. Auflage. ebenda 1959).
- What is the ergodic theorem? In: The American Mathematical Monthly. Band 49, Nr. 4, 1942, S. 222–226, doi:10.2307/2303229.
- Collected Mathematical Papers. 3 Bände. American Mathematical Society, New York NY 1950, (mit 3 Porträts).